# ثامر يوسف
ثامر يوسف لاعب كرة قدم عراقي سابق. واسمه الكامل ثامر يوسف إلياس مواليد 1953 بداياته مع فريق ناشئة نادي السكك سنة 1967 تحت اشراف جرجيس إلياس تم ترحيله إلى الخط الأول للنادي فيما بعد وعمره 17 سنة وكان ذلك سنة 1969واستمر مع الفريق حتى اعتزاله اللعب في نادي الزوراء.
شارك في الدوري الممتاز سنة 1969 وكانت مشاركته الأولى ضد فريق القوة السيارة وفي آخر 20 دقيقة من عمر اللقاء وكانت هذه بدايتي مه نادي السكك والذي تغير اسمه إلى نادي النقل بعد أن سمي الدوري دوري المؤسسات وفي سنة 1972 لعب المباراة النهائية للبطولة الخاصة والتي كان ينضمها الاتحاد في حينها امام اليات الشرطة وقد فزنا ب3 اهداف مقابل هدف للاليات احرز ثامر هدفين منها وسجل الهدف الثالث اللاعب سعد عبد الحميد اما هدف اليات الشرطة فسجله اللاعب منعم حسن وفي سنة 1974 -1975 تغير اسم نادي النقل إلى اسم نادي الزوراء الرياضي بعد أن أعلن عن الدوري العراقي العام ليضم فرق من المحافظات واحرزنا البطولة الأولى للدوري العام
استدعي ثامر للمنتخب الوطني سنة 1972 للمشاركة في بطولة كاس فلسطين التي اقيمت في ليبيا وقد احرزنا المركز الرابع بعد أن خسر العراق اللقاء مع منتخب الجزائر بفارق ضربات الجزاء الترجيحية. وشارك في الدورة الاسيوية في إيران عام 1974 وشارك في دورتين لكأس الخليج العربي (الرابعة في قطر والخامسة في بغداد).
واحرز ثامر لقي الدوري العراقي 3 مرات مع الزوراء ولعب مع المنتخب حوالي 37 مبارات دولية وسجل 3 اهداف فقط ولعب العديد من المباريات في الدوري والكاس من سنة 1969 ولغاية اعتزالي سنة 1987 وكانت آخر مباراة له مع نادي الطلبة وسجل أكثر من مئة هدف خلال مسيرتي الكروية
وهو الآن مع نادي الرافدين العراقي في ولاية مشيغان كلاعب ضمن الفريق

## روابط خارجية
- ثامر يوسف على موقع أوليمبيديا (الإنجليزية)